# NGC 1135
NGC 1135 je galaksija u zviježđu Sat.

## Vanjske poveznice
- SEDS: NGC 1135